# La Descente de Noé du mont Ararat
La Descente de Noé du mont Ararat ou Noé descend du mont Ararat (en russe : Cошествие Ноя с горы Арарат) est un tableau du peintre russe d'origine arménienne Ivan Aïvazovski réalisé à l'huile en 1889. Le tableau représente l'un des épisodes de l'Ancien Testament : Noé revient sur la terre ferme après le Déluge. Avec lui descendent du mont Ararat ses enfants, sa femme, les épouses des fils et de nombreux animaux sauvés du déluge grâce à l'arche de Noé.
La première exposition du tableau a lieu à Paris. Plus tard, Aïvazovski en fait don à l'école de Nakhitchevan-sur-le-Don près de Rostov-sur-le-Don. Durant la Guerre civile russe, qui a suivi la révolution d'Octobre, le tableau est pris en charge à Erevan par le peintre arménien Martiros Sarian en 1921 pour le préserver. Aujourd'hui, le tableau est exposé à la galerie nationale d'Arménie à Erevan.